# All Shook Up (brano musicale)
All Shook Up è un brano musicale composto da Otis Blackwell, inciso da David Hill, pseudonimo del futuro attore David Hess e reso celebre da Elvis Presley.

## Descrizione

### Origine e storia
Blackwell scrisse la canzone negli uffici della Shalimar Music nel 1956 dopo che Al Stanton, uno dei proprietari della Shalimar, scuotendo una bottiglia di Pepsi Cola, suggerì che scrivesse una canzone basata sulla frase "all shook up" ("scuotere"). Il brano venne inciso da un altro artista prima di Presley, il futuro attore David Hess, con il nome d'arte David Hill, nel 1957.

### La versione di Elvis Presley
Il 12 gennaio 1957, Elvis registrò la canzone agli studi Radio Recorders di Hollywood. La take numero 10 fu scelta per la pubblicazione nel singolo All Shook Up/That's When Your Heartaches Begin, che a marzo debuttò nella classifica di Billboard alla posizione numero 25. Entro tre settimane scalzò dalla vetta Round and Round di Perry Como, e vi rimase per ben otto settimane. La canzone divenne anche il primo numero 1 di Elvis nel Regno Unito, restando in cima per sette settimane di fila.
Il singolo di Presley raggiunse la vetta della classifica U.S. Pop il 13 aprile 1957, restandoci per otto settimane consecutive e della Official Singles Chart per sette settimane e la posizione n. 8 nei Paesi Bassi. Il disco andò al numero 1 anche nella classifica R&B per quattro settimane, diventando il secondo singolo di Presley ad ottenere tale risultato ed inoltre raggiunse la posizione numero 3 nella classifica country vincendo due dischi di platino. Il brano è stato classificato alla posizione numero 352 nella lista delle 500 migliori canzoni di sempre redatta dalla rivista Rolling Stone.

## Cover
- Il Jeff Beck Group pubblicò una cover del brano sul disco Beck-Ola (1969), con Rod Stewart al canto e Ron Wood al basso.
- I Beatles eseguivano la canzone durante le jam session per l'album Let It Be nel 1969.
- Nel 1974 Suzi Quatro incise una cover del brano, che si classificò alla posizione numero 85 della classifica di Billboard.
- A fine anni settanta, l'attore Anson Williams eseguì la canzone nella serie TV Happy Days.
- La band dei Gyromatics reinterpretò il brano nel 1984, la loro versione si può ascoltare nel film La notte assassina.
- Nel 1991, Billy Joel registrò la canzone per il film Luna di miele a Las Vegas. Joel pubblicò la sua versione come singolo, e raggiunse la posizione numero 92 negli Stati Uniti e la numero 27 in Inghilterra.
- Il brano è stato inciso da Paul McCartney per il suo album di cover Run Devil Run (1999), e da Cliff Richard sull'album Wanted (2001).
- All Shook Up è stata reinterpretata anche da Ry Cooder nell'album Get Rhythm (1987).
- Gli Avviso di Sfratto, band rock and roll italiana dal 1995, ha eseguito All shook up su Italia 8